# Edward Luttwak
Edward Nicolae Luttwak este un strateg militar român, politolog și istoric care a publicat lucrări despre strategie militară, istorie și relații internaționale.